# Spanische Badminton-Mannschaftsmeisterschaft 2009/10
Die Spanische Badminton-Mannschaftsmeisterschaft 2009/10 war die 24. Auflage der Teamtitelkämpfe in Spanien. Sie startete am 12. September 2009 und endete am 30. April 2010. Meister wurde CB Rinconada.

## Teilnehmende Mannschaften
| Team                    | Ort               | Spielstätte                       |
| ----------------------- | ----------------- | --------------------------------- |
| CB IES La Orden         | Huelva            | Polideportivo Diego Lobato        |
| CB Rinconada            | La Rinconada      | Pabellón Fernando Martín          |
| Ibiza BC                | Ibiza             | Polideportivo Insular Blancadona  |
| CB Pitiús               | Ibiza             | Polideportivo Insular Blancadona  |
| CB Benalmádena          | Benalmádena       | Polideportivo Arroyo de la Miel   |
| CB Alicante             | Alicante          | Pabellón Pedro Ferrándiz          |
| CB Xátiva               | Xàtiva            | Polideportivo Municipal de Játiva |
| CB Paracuellos Torrejón | Torrejón de Ardoz | Polideportivo Jorge Garbajosa     |
| CB Huesca               | Huesca            | Pabellón Juan XXIII               |
| CB Oviedo               | Arjonilla         | Pabellón Corredoria Arena         |
| CB Veleta               | Granada           | Pabellón de Bola de Oro           |
| CB Jorge Guillén        | Málaga            | Polideportivo Carranque           |

## Vorrunde

### Gruppe A
| Platz | Team             | Punkte | Spiele | Siege | Remis | Niederlagen | Spielverh. | Sätze  | Spielpunkte |
| ----- | ---------------- | ------ | ------ | ----- | ----- | ----------- | ---------- | ------ | ----------- |
| 1     | CB Rinconada     | 27     | 10     | 9     | 0     | 1           | 58-12      | 121-29 | 2927-2058   |
| 2     | CB Huesca        | 24     | 10     | 8     | 0     | 2           | 46-24      | 97-58  | 2834-2622   |
| 3     | Ibiza BC         | 18     | 10     | 6     | 0     | 4           | 36-34      | 81-82  | 2888-2825   |
| 4     | CB Alicante      | 9      | 10     | 3     | 0     | 7           | 30-40      | 67-91  | 2607-2924   |
| 5     | CB Veleta        | 6      | 10     | 2     | 0     | 8           | 20-50      | 55-106 | 2671-3049   |
| 6     | CB Jorge Guillén | 6      | 10     | 2     | 0     | 8           | 20-50      | 49-104 | 2443-2892   |

### Gruppe B
| Platz | Team                    | Punkte | Spiele | Siege | Remis | Niederlagen | Spielverh. | Sätze  | Spielpunkte |
| ----- | ----------------------- | ------ | ------ | ----- | ----- | ----------- | ---------- | ------ | ----------- |
| 1     | CB IES La Orden         | 30     | 10     | 10    | 0     | 0           | 55-15      | 115-39 | 3020-2195   |
| 2     | CB Paracuellos Torrejón | 24     | 10     | 8     | 0     | 2           | 57-13      | 122-36 | 3100-2309   |
| 3     | CB Benalmádena          | 15     | 10     | 5     | 0     | 5           | 27-43      | 67-95  | 2775-2942   |
| 4     | CB Huesca               | 12     | 10     | 4     | 0     | 6           | 29-41      | 64-88  | 2468-2767   |
| 5     | CB Pitiús               | 6      | 10     | 2     | 0     | 8           | 21-49      | 53-106 | 2463-3046   |
| 6     | CB Oviedo               | 3      | 10     | 1     | 0     | 9           | 21-49      | 49-106 | 2398-2965   |

## Viertelfinale
| Heim                    | Ergebnis | Gast           | Hin | Rück |
| ----------------------- | -------- | -------------- | --- | ---- |
| CB Huesca               | 9-5      | CB Benalmádena | 5-2 | 4-3  |
| CB Paracuellos Torrejón | 9-5      | Ibiza BC       | 5-2 | 4-3  |

## Halbfinale
| Team 1          | Ergebnis | Team 2                  | Hin | Rück |
| --------------- | -------- | ----------------------- | --- | ---- |
| CB IES La Orden | 10-4     | CB Huesca               | 4-3 | 6-1  |
| CB Rinconada    | 8-6      | CB Paracuellos Torrejón | 4-3 | 4-3  |

## Finale
| Team 1       | Ergebnis      | Team 2          | Hin | Rück |
| ------------ | ------------- | --------------- | --- | ---- |
| CB Rinconada | 7-7 (559-549) | CB IES La Orden | 3-4 | 4-3  |

## Abstiegsrunde
| Heim        | Ergebnis | Gast             | Hin | Rück |
| ----------- | -------- | ---------------- | --- | ---- |
| CB Huesca   | 10-4     | CB Veleta        | 4-3 | 6-1  |
| CB Alicante | 9-5      | CB Pitiús        | 3-4 | 6-1  |
| CB Veleta   | 9-5      | CB Jorge Guillén | 5-2 | 4-3  |
| CB Pitiús   | 11-3     | CB Oviedo        | 4-3 | 7-0  |